# الكلح غرب
قرية الكلح غرب هي إحدى القرى التابعة لمركز إدفو في محافظة أسوان في جمهورية مصر العربية.